# Colloquy
Colloquy es un cliente de IRC, SILC e ICB de código libre. Usa su propio motor, aunque en el pasado usó el del Irssi para el protocolo IRC. El objetivo de sus desarrolladores es crear un cliente cómodo y sencillo siguiendo las normas de diseño de Apple.

## Características
Colloquy entre otras funcionalidades permite:
- Scripts en AppleScript
- Extensibilidad a través de Plug-ins
- Conexión a múltiples servidores simultáneos
- Estilos